# Slaget om Zhongdu
Slaget om Zhongdu eller Slaget om Peking var ett slag från 1214 till 1215 mellan mongolerna och den kinesiska Jindynastin och slutade med att mongolerna erövrade Jindynastins tidigare huvudstad Zhongdu (dagens Peking) efter en belägring. En stor massaker följde på stadens invånare, och Zhongdu totalförstördes.

## Upptakt
På våren 1211 ledde Djingis khan 50 000, eller så mycket som 100 000, ridande bågskyttar mot den jurchenstyrda Jindynastins huvudstad Zhongdu (dagens Peking). Armen bestod inte bara av mongoler, utan också av avhoppade jurchen och khitaner. Mongolerna passerade kinesiska muren som vid denna tiden var helt annorlunda  än "dagens" mur från Mingdynastin.
Den första konfrontation men Jindynastins styrkor var norr om dagens Zhangjiakou i Hebei, och mongolerna gjorde en storslagen seger. Djingis khan avvaktade hela sommaren innanför den kinesiska gränsen och fortsatte till hösten mot Zhongdu. Ytterligare segrar följe på vägen sydost mot Badaling genom Badger’s Mouth (獾儿嘴). Djingis khan skickade general Jebe vidare i dalen fram till det bevakade och stängda Juyongpasset 50 km norr om Zhongdu, som även den föll för mongolerna efter att Jebe använt den mongoliska taktiken att låtsas fly för att sedan övermanna de förföljande styrkorna. Djingis khan ledde själv en annan styrka för att besegra de återstående försvaret. Fortet vid Gubeikou nordost om Zhongdu föll helt utan strid.
Det började bli vinter när mongolerna nådde Zhongdus 12 meter höga och välbevakade stadsmur. En kortvarig belägring påbörjades, men Djingis khan insåg att han inte var rustad för belägring utan gjorde i stället en del räder utanför staden och återvände norrut i februari 1212. Mongolernas närvaro vid Jindynastins huvudstad skapade stora oroligheter, och kejsar Weishaowang blev mördad och kejsar Xuanzong kom till makten. 1213 återvände mongolerna och gjorde ytterligare ett belägringsförsök över vintern till 1214.  Djingis khan höll ställningarna i en bas ca 50 km nordväst om Zhongdu samtidigt som ett flertal städer i norra Kina erövrades.
Djingis khan skickade ett meddelande till det kinesiska hovet där han meddelade att han var villig att förhandla om freden. Kejsaren accepterade, och i april 1214 skrevs ett förkinesiska dyrt och , förnedrande fredsavtal. Mongolerna drog sig tillbaka men behöll kontrollen över det strategiskt viktiga Juyongpasset. Kejsar Xuanzong kände sig mycket utsatt i Zhongdu, och beslutade att flytta rikets huvudstad söder ut till dagens Kaifeng. I juni 1214 lämnade det kinesiska hovet Zhongdu.

## Slaget
När Djingis khan fick nyheten om att Jindynastins kejsare lämnat Zhongdu tog han det som ett svek av jurchen-folket, och att de bröt fredsavtalet. Han tolkade det som att den kinesiska kejsaren inte litade på honom. Omedelbart sände Djingis khan sina arméer till Zhongdu som från september 1214 nu var omringad och belägrad för tredje gången. Zhongdus försvar var nu kraftigt reducerat efter att kejsaren lämnat staden. Djingis khan själv anlände lite senare till slagfältet efter att mongolerna stött på svårt motstånd från de försvarsgarnisoner som vaktade Zhongdu. På våren 1215 skickade kejsaren i Kaifeng två räddningsstyrkor mot Zhongdu, men mongolerna slog ner båda innan de passerat Yongdingfloden söder om staden. Staden började nu lida av stor svält vilket ledde till kannibalism. I april lämnade Djingis khan sina styrkor vid belägringen, och begav sig själv norrut till platsen där sommarpalatset Xanadu senare skulle uppföras.
Belägringen pågick fram till månadsskiftet maj/juni 1215 då de svältande invånarna öppnade stadsportarna och kapitulerade. Djingis khan själv befann sig vid tiden för kapitulationen 150 km norr om staden på väg till Avraga, och utan sin högsta ledares närvaro startade de mongoliska soldaterna en extrem förstörelse och massaker. Zhongdu plundrades, förstördes och brändes. Invånarna mördades och delar av staden brann i en månad.

## Eftermäle
Några månader efter massakern besöktes Zhongdu av en ambassadör från Khwarezm som rapporterade att staden var full med berg av skelett, och att jorden var dränkt av människofett. Staden lämnades i ruiner i flera årtionden fram till att Khubilai khan år 1264 beslutade att göra platsen till mongolväldets och Yuandynastins nya huvudstad. Staden återuppbyggdes som Khanbalik, vilket blev grunden för dagens Peking.